# Vicky Hernandez (activista hondureña)
Vicky Hernández fue una mujer trans, activista por los derechos humanos y trabajadora sexual hondureña. Fue asesinada en San Pedro Sula el 28 de junio de 2009, durante el toque de queda declarado tras el golpe de Estado en Honduras. En 2021, la Corte Interamericana de Derechos Humanos responsabilizó al Estado de Honduras por su muerte.

## Biografía
Hernández era integrante del grupo Unidad Color Rosa, una organización local dedicada a la defensa de los derechos de las personas LGBT en Honduras. Era reconocida por su activismo en favor de las personas trans y trabajadoras sexuales, en un contexto de alta discriminación y violencia.

## Asesinato
La noche del 28 de junio de 2009, Vicky Hernández fue vista por última vez en la vía pública mientras estaba en vigencia un toque de queda militar impuesto tras el golpe de Estado en Honduras de 2009. Su cuerpo fue hallado al día siguiente con signos de violencia. Su asesinato ocurrió en un contexto de represión estatal y violencia estructural hacia las personas trans en Honduras.

## Investigación
El Estado de Honduras investigó la muerte de Hernández. Un año después del asesinato de Hernández, otras dos mujeres transgénero que habían presenciado su asesinato y testificaron que habían visto a miembros de la policía en una patrulla acercarse a Hernández el día de su muerte, fueron asesinadas.
La organización de derechos humanos Robert F. Kennedy y la Red Lesbica Cattrachas, una organización de derechos lésbicos en Honduras, representaron a la familia de Hernández ante la Corte Interamericana de Derechos Humanos (CIDH), argumentando que el asesinato de Hernández fue un asesinato extrajudicial y que el caso fue investigado negligentemente por el gobierno del país. La CIDH también encontró evidencia de que agentes que actuaban para el gobierno estuvieron involucrados en el crimen.
El 9 de mayo de 2022, la presidenta hondureña, Xiomara Castro, pidió disculpas a la familia de Hernández y reconoció la responsabilidad del gobierno en el asesinato.

## Sentencia de la Corte IDH
El 28 de junio de 2021, la Corte Interamericana de Derechos Humanos emitió una sentencia en la que condenó al Estado de Honduras por violaciones a los derechos fundamentales de Vicky Hernández. La Corte consideró que el Estado no protegió su vida, no investigó adecuadamente su asesinato y permitió un entorno de discriminación estructural contra personas trans.
Como parte de la sentencia, se ordenó al Estado hondureño ofrecer reparaciones a la familia de Hernández, establecer un fondo de becas para personas trans, y adoptar políticas públicas de inclusión y protección de los derechos LGBTI+.

## Legado
El caso de Vicky Hernández se ha convertido en un símbolo de la lucha por los derechos de las personas trans en América Latina. Su nombre es citado frecuentemente en el debate sobre la violencia por prejuicio, y su caso sentó un precedente legal a nivel interamericano.